# Perehodî, Ciortkiv
Perehodî (în ucraineană Переходи) este un sat în comuna Horișnea Vîhnanka din raionul Ciortkiv, regiunea Ternopil, Ucraina.

## Demografie
Componența lingvistică a localității Perehodî
     Ucraineană (99,08%)
     Alte limbi (0,92%)
Conform recensământului din 2001, majoritatea populației localității Perehodî era vorbitoare de ucraineană (99,08%), existând în minoritate și vorbitori de alte limbi.